# Хатіс софелі
Хатіс софелі (груз. ხატისსოფელი) — село в Грузії.
За даними перепису населення 2014 року в селі проживає 387 осіб.